# Bonneville-la-Louvet
Bonneville-la-Louvet település Franciaországban, Calvados megyében. Lakosainak száma 822 fő (2022. január 1.). Bonneville-la-Louvet Les Authieux-sur-Calonne, Blangy-le-Château, Le Faulq, Saint-André-d’Hébertot, Le Bois-Hellain, La Lande-Saint-Léger, Martainville és Saint-Pierre-de-Cormeilles községekkel határos.

## Népesség
A település népességének változása:
| Lakosok száma | 677  | 613  | 673  | 768  | 771  | 741  | 756  | 795  | 814  | 822  |
|               | 1968 | 1982 | 1990 | 2006 | 2013 | 2015 | 2017 | 2019 | 2020 | 2022 |